# Ophrypetalum odoratum
Ophrypetalum es un género monotípico de plantas fanerógamas con una sola especie perteneciente a la familia de las anonáceas. Su única especie: Ophrypetalum odoratum, es nativa del sudeste de África oriental.

## Descripción
Es un arbusto o árbol pequeño, que alcanza un tamaño de  2,4-6 (-9) m de altura.

## Ecología
Se encuentra en los bosques costeros y los bosques de hoja perenne, sobre todo en los corales, localmente dominante, a una altitud de 10-255 metros. (la subespecie odoratum) en el bosque pantanoso, matorral ribereño con Brachystegia, en el abierto césped arbolado con Julbernardia; a una altitud de 200-450 m s. n. m. (Subespecie longipedicellatum Verdc.).

## Taxonomía
Ophrypetalum odoratum fue descrito por Friedrich Ludwig Emil Diels y publicado en Notizblatt des Botanischen Gartens und Museums zu Berlin-Dahlem 13: 270. 1936.